# Якорь (мемориал)
Я́корь — мемориал, входящий в Зелёный пояс Славы, расположен на 10 км Гостилицкого шоссе.
Сооружён в 1967 году на рубеже, где в сентябре 1941 года батальон курсантов Военно-морского хозяйственного интендантского училища ВМФ (ВMХ-ИнтУ ВМФ) остановил наступление немецких войск; реконструирован в 1970 году.

Первоначальный проект памятника был разработан ветеранами училища полковником И. Т. Иохиным и капитаном 1-го ранга А. Ф. Толочко. Памятник, сооружённый на средства, собранные выпускниками ВМХУ, представлял собой стелу из розового карельского гранита, на которой был золотыми буквами выбит список фамилий погибших бойцов и командиров. В верхней части стелы помещено изображение медали «За оборону Ленинграда» и надпись: 
На этом рубеже осенью 1941 года в составе 8-й армии вели ожесточенные бои и сдерживали яростные атаки противника, рвавшегося к Ленинграду, курсанты и офицеры ВМХУ ВМФ
. В основании стелы было выбито изображение корабельного якоря. Стела была окружена оградой из четырёх корабельных якорей, соединённых цепью.
В 1970 году памятник был реконструирован по проекту архитектора В. Н. Цыцина и художника О. Г. Кукушкина при участии бывшего курсанта ВМХУ подполковника М. Е. Комаровского. Работы выполнила организация «Лендорстрой». Шефами памятника стали курсанты Высшего военно-морского училища радиоэлектроники имени А. С. Попова, расположенного неподалёку, в Петродворце.
После реконструкции памятник, включенный в «Зелёный пояс Славы», превратился в эффектное сооружение в виде двух совмещённых бетонных плит, прорезанных амбразурами и как бы имитирующих часть стены разрушенной морской крепости. На бетонной поверхности монолитных плит проступают рельефные панно с изображением звезды, серпа и молота. На левой плите укреплена мемориальная доска с фамилиями павших на этом рубеже курсантов и офицеров (фрагмент первоначальной стелы). На второй плите помещена мемориальная табличка с краткими сведениями об истории памятника, авторах проекта и строителях. Перед мемориалом установлены опирающиеся на гранитные валуны корабельные якоря (только уже не четыре, а два), давшие памятнику название.

## Фото

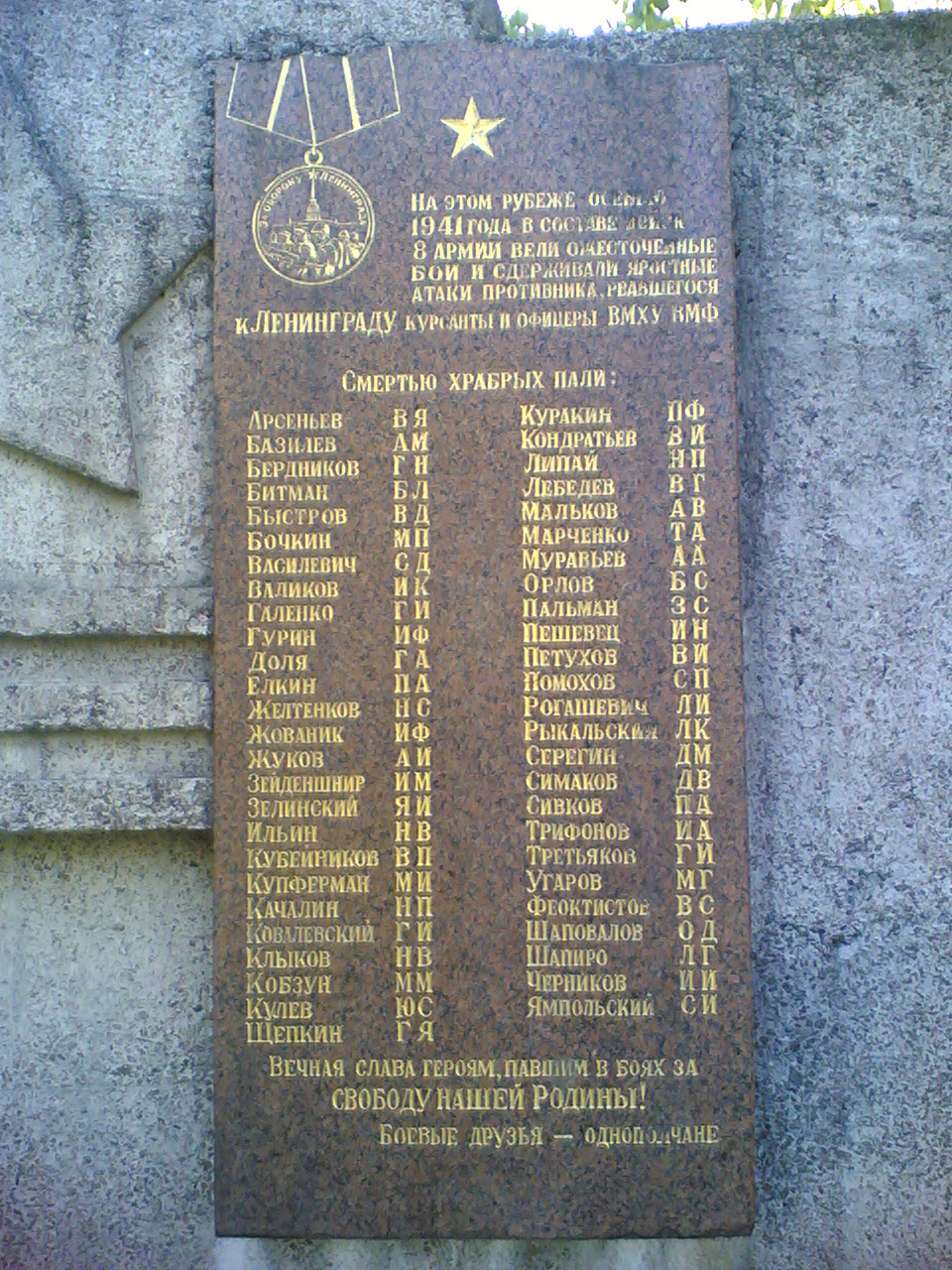
Мемориальная доска (фрагмент первоначальной стелы)
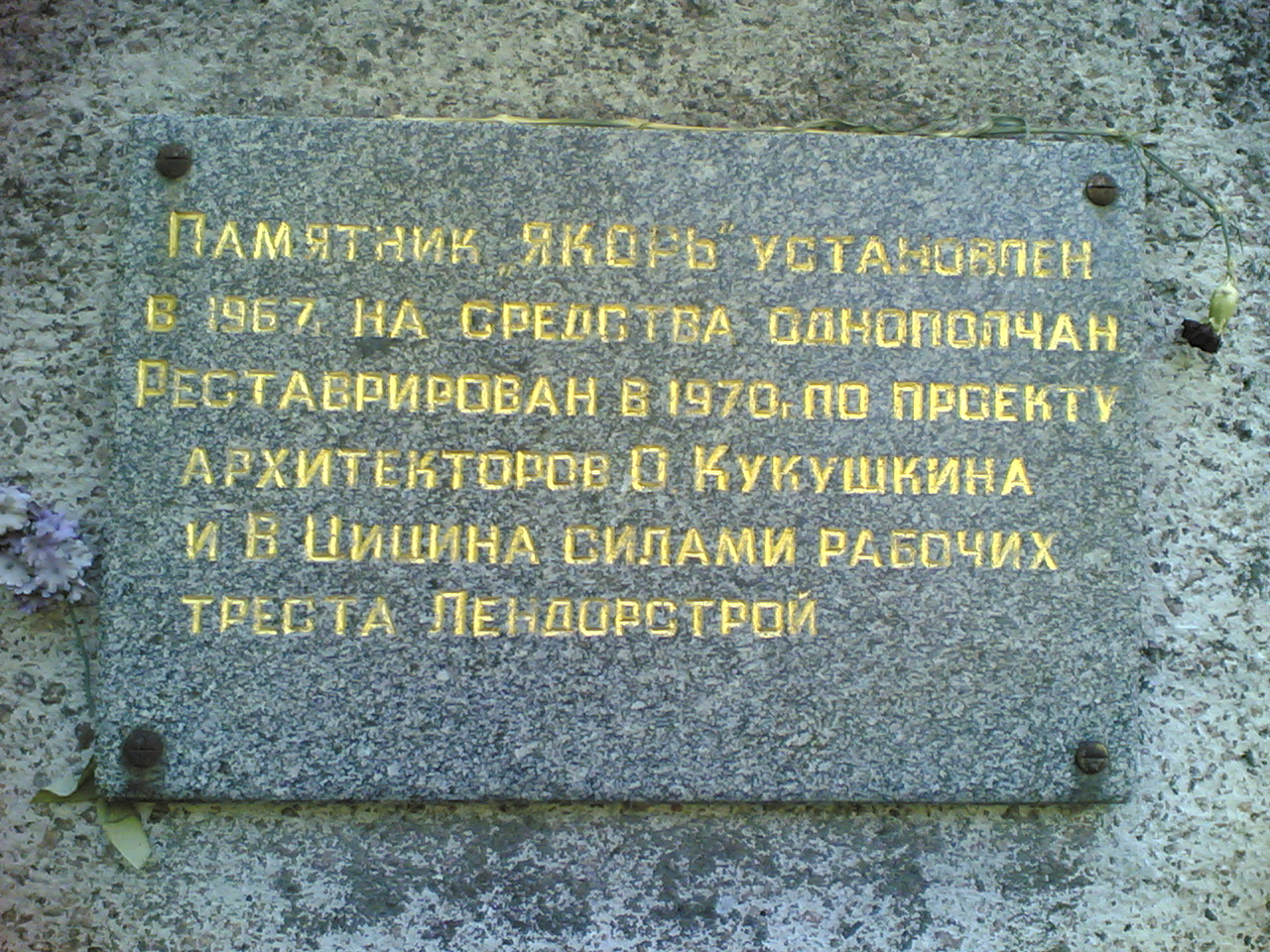
Памятная табличка
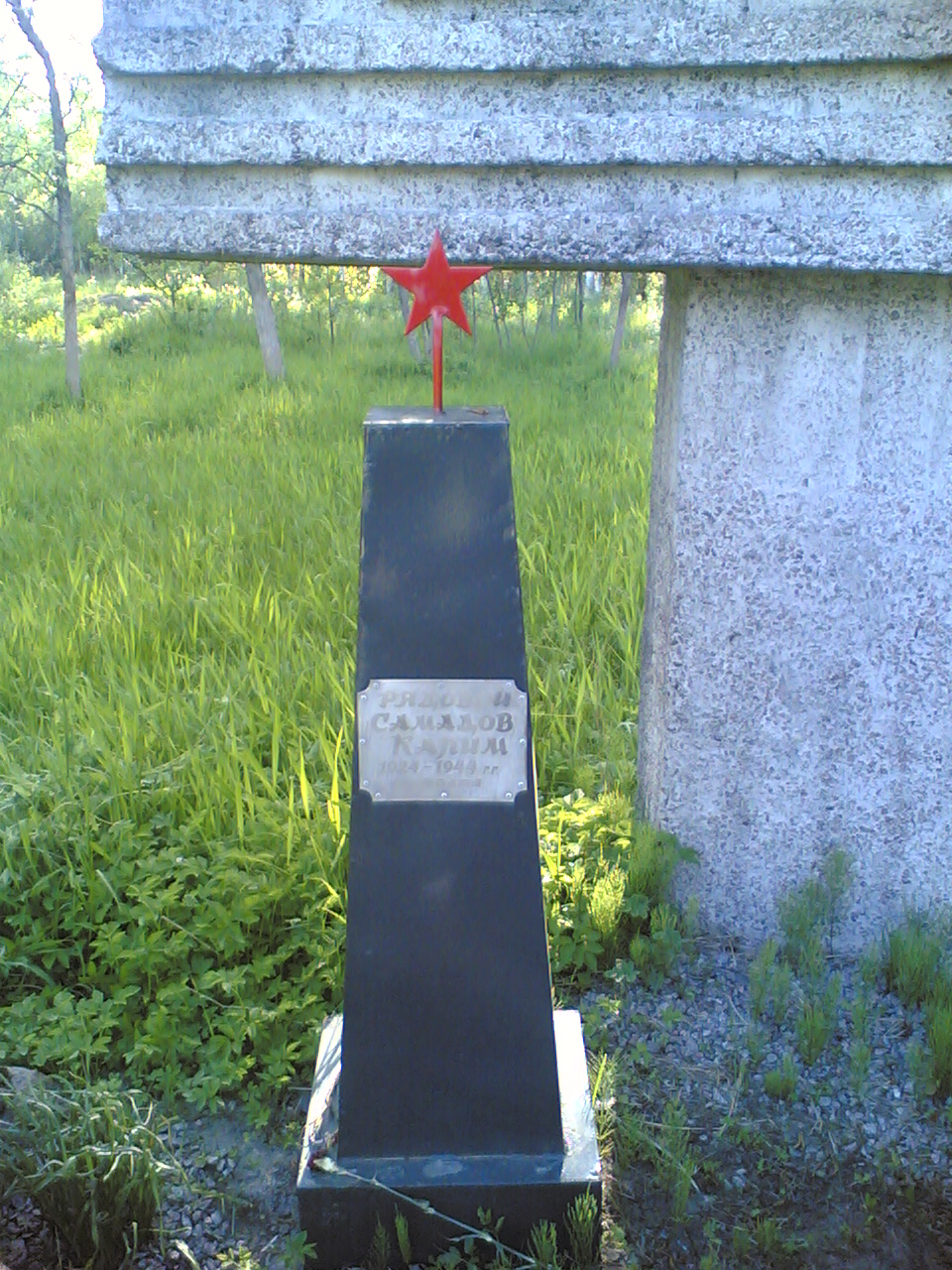
Отдельно стоящее захоронение
Первоначальный вид памятника (до реконструкции 1970 г.)
Вид с севера. 2009 год.